# Halmstads BK
Pour les articles homonymes, voir Halmstad (homonymie).
Maillots
Actualités
Dernière mise à jour : 10 décembre 2017.
Le Halmstads Bollklubb  est un club suédois de football basé à Halmstad. Il évolue en première division suédoise. Le club, créé le 6 mars 1914, a gagné quatre championnats et une coupe de Suède.

## Historique
- 1914 : fondation du club
- 1977 : 1re participation à une Coupe d'Europe (C1, saison 1977/78)
- 1992 : promotion en Allsvenskan (D1)
- 2009 : signature d'un partenariat avec l'Espanyol de Barcelone
- 2011 : 50e saison en Allsvenskan, relégation en Superettan (D2) en fin de saison.
- 2020 : champion de Superettan (D2) et promotion en Allsvenskan

## Le partenariat

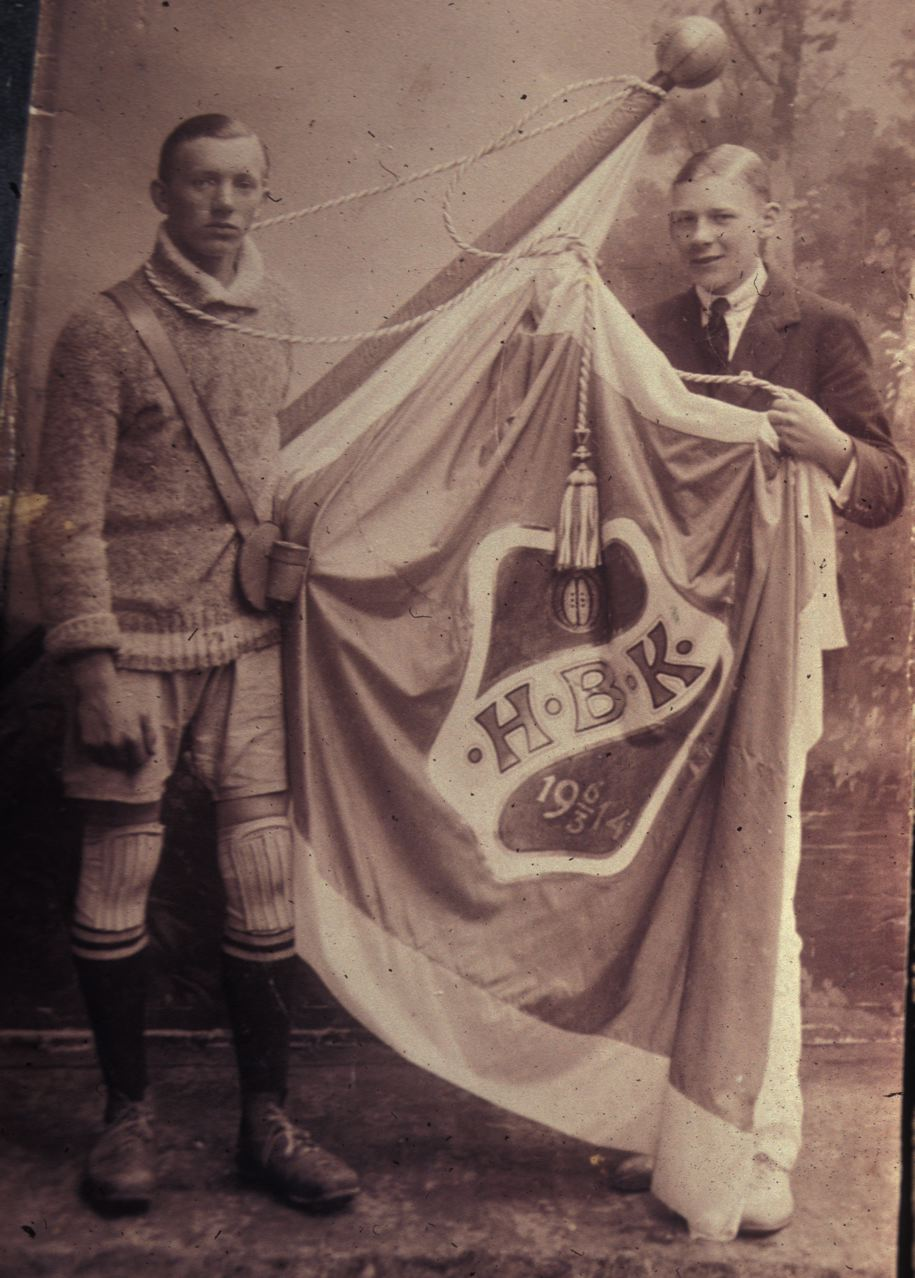
1919

Le 22 juillet 2009, Halmstad et l'Espanyol signent un contrat de partenariat permettant à HBK de se faire prêter des joueurs évoluant dans l'équipe B ou dans les équipes de jeunes du club catalan. Ce contrat d'une durée initiale de deux ans est ensuite prolongé tacitement d'année en année. 
Le président du club suédois, Ingemar Broström, affirme lors de la conférence de presse qui officialise le partenariat espéré « que cet accord permettra d'incorporer de bons joueurs en post formation qui aideront l'HBK à remporter le titre de nouveau ». Côté Espagnol, ce partenariat, le second du genre après celui signé avec les Grecs du Paniónios, permet à des joueurs n'ayant pas encore le niveau de l'équipe A de prendre de l'expérience avant, éventuellement, d'intégrer cette dernière, ou, le cas échéant de prendre de la valeur en évoluant régulièrement dans un championnat plus relevé que celui où ils auraient évolué en restant à l'Espanyol, et ainsi d'être revendu à bon prix.

## Bilan sportif

### Palmarès
- Championnat de Suède
  - Champion : 1976, 1979, 1997 et 2000
  - Vice-champion : 1955 et 2004

- Coupe de Suède
  - Vainqueur : 1995

- Championnat de Suède de deuxième division
  - Champion : 2020.
  - Vice-champion : 2022.

### Bilan européen
Légende
- Victoire ou qualification pour le tour suivant
- Match nul
- Défaite ou élimination de la compétition

Note : dans les résultats ci-dessous, le score du club est toujours donné en premier
| Saison    | Compétition               | Tour                | Club                     | Domicile | Extérieur | Total     |
| --------- | ------------------------- | ------------------- | ------------------------ | -------- | --------- | --------- |
| 1977-1978 | Coupe des clubs champions | Seizièmes de finale | Dynamo Dresde            | 2 - 1    | 0 - 2     | 2 - 3     |
| 1980-1981 | Coupe des clubs champions | Seizièmes de finale | Esbjerg fB               | 0 - 0    | 2 - 3     | 2 - 3     |
| 1995-1996 | Coupe des coupes          | Seizièmes de finale | Lokomotiv Sofia          | 2 - 0    | 1 - 3     | 3E - 3    |
| 1995-1996 | Coupe des coupes          | Huitièmes de finale | Parme AC                 | 3 - 0    | 0 - 4     | 3 - 4     |
| 1996-1997 | Coupe UEFA                | Deuxième tour Q     | Vardar Skopje            | 0 - 0    | 1 - 0     | 1 - 0     |
| 1996-1997 | Coupe UEFA                | Premier tour        | Newcastle United         | 2 - 1    | 0 - 4     | 2 - 5     |
| 1997      | Coupe Intertoto           | Groupe 8            | Kongsvinger IL           | 2 - 1    | N/A       | Premier   |
| 1997      | Coupe Intertoto           | Groupe 8            | Hajduk Kula              | N/A      | 1 - 0     | Premier   |
| 1997      | Coupe Intertoto           | Groupe 8            | TPS Turku                | 6 - 1    | N/A       | Premier   |
| 1997      | Coupe Intertoto           | Groupe 8            | Lommelse SK              | N/A      | 1 - 1     | Premier   |
| 1997      | Coupe Intertoto           | Demi-finales        | Lokomotiv Nijni Novgorod | 1 - 0    | 0 - 0     | 1 - 0     |
| 1997      | Coupe Intertoto           | Finale              | SC Bastia                | 0 - 1    | 1 - 1 ap  | 1 - 2     |
| 1998-1999 | Ligue des champions       | Premier tour Q      | Litex Lovetch            | 0 - 0    | 3 - 0     | 3 - 0     |
| 1999      | Coupe Intertoto           | Premier tour        | Rudar Velenje            | 2 - 2    | 0 - 0     | 2 - 2E    |
| 1996-1997 | Coupe UEFA                | Tour préliminaire   | Bangor City              | 4 - 0    | 7 - 0     | 11 - 0    |
| 1996-1997 | Coupe UEFA                | Premier tour        | Benfica Lisbonne         | 2 - 1    | 2 - 2     | 4 - 3     |
| 1996-1997 | Coupe UEFA                | Deuxième tour       | TSV 1860 Munich          | 3 - 2    | 1 - 3     | 4 - 5     |
| 2001-2002 | Ligue des champions       | Deuxième tour Q     | Bohemian FC              | 2 - 0    | 2 - 1     | 4 - 1     |
| 2001-2002 | Ligue des champions       | Troisième tour Q    | RSC Anderlecht           | 2 - 3    | 1 - 1     | 3 - 4     |
| 2001-2002 | Coupe UEFA                | Premier tour        | Gençlerbirligi           | 1 - 0    | 1 - 1     | 2 - 1     |
| 2001-2002 | Coupe UEFA                | Deuxième tour       | Sporting Portugal        | 0 - 1    | 1 - 6     | 1 - 7     |
| 2005-2006 | Coupe UEFA                | Deuxième tour Q     | Linfield FC              | 1 - 1    | 4 - 2     | 5 - 3     |
| 2005-2006 | Coupe UEFA                | Premier tour        | Sporting Portugal        | 1 - 2    | 3 - 2 ap  | 4E - 4    |
| 2005-2006 | Coupe UEFA                | Groupe C            | Hertha Berlin            | 0 - 1    | N/A       | Cinquième |
| 2005-2006 | Coupe UEFA                | Groupe C            | RC Lens                  | N/A      | 0 - 5     | Cinquième |
| 2005-2006 | Coupe UEFA                | Groupe C            | Sampdoria de Gênes       | 1 - 3    | N/A       | Cinquième |
| 2005-2006 | Coupe UEFA                | Groupe C            | Steaua Bucarest          | N/A      | 0 - 3     | Cinquième |

## Joueurs emblématiques
- Niclas Alexandersson
- Torbjörn Arvidsson (en)
- Rutger Backe
- Henrik Bertilsson
- Mikael Boman
- Dusan Djuric
- Petter Hansson
- Tommy Jönsson
- Stefan Lindqvist
- Fredrik Ljungberg
- Mikael Nilsson
- Markus Rosenberg
- Stefan Selaković

## Personnalités du club
- Janne Andersson "T2" 1990-1992 et 2000-2003 ; Entraîneur 2004-2009.